# Équipe de Porto Rico masculine de handball
Maillots
Dernière mise à jour : 3 septembre 2020.
L'équipe de Porto Rico de handball masculin est constituée d'une sélection de joueurs Portoricain  sous l'égide de la fédération Portoricaine de handball. Elle n'a participé à aucun championnat du monde de handball ni aux Jeux olympiques, ne se qualifiant que pour deux championnats panaméricains. Cette discipline sportive se développe actuellement en Porto Rico.

## Palmarès

### Jeux olympiques
Aucune participation

### Championnats du monde
Aucune participation

### Championnats panaméricains
- 1983 : 6e Place
- 1985 : Non qualifié
- 1989 : 6e Place
- 1994 : Non qualifié
- 1996 : 7e Place
- 1998 : Non qualifié
- 2000 : Non qualifié
- 2002 : Non qualifié
- 2004 : 6e Place
- 2006 : 8e Place
- 2008 : Non qualifié
- 2010 : Non qualifié
- 2012 : Non qualifié
- 2014 : Non qualifié
- 2016 : 6e Place
- 2018 : 7e Place

### Jeux panaméricains
- 1995 : 6e Place
- 1999 : 7e Place
- 2003 : 6e Place

### Championnat d'Amérique du Nord et des Caraïbes
- 2014 : 5e
- 2018 :  Troisième
- 2020 : annulé à cause du Covid-19
- 2022 : ne participe pas
- 2024 : 6e

### Coupe des Caraïbes de handball(en)
- 2013 :  Troisième
- 2017 :  Vainqueur[1]
- 2022 : Quatrième